# 6 mm
Questo elenco raccoglie le cartucce il cui calibro è incluso tra i 6 ed i 7 mm.
- Lunghezza si riferisce alla lunghezza del bossolo.
- Totale si riferisce alla lunghezza totale della cartuccia, incluso il proiettile.

Le misure sono date in millimetri, seguite dall'equivalente in pollici.
Per la spiegazione dei termini nella tabella vedere la pagina bossolo.

## Cartucce da pistola
| Nome            | Pallottola   | Lunghezza       | Collarino   | Base        | Spalla | Colletto    | Totale       |
| --------------- | ------------ | --------------- | ----------- | ----------- | ------ | ----------- | ------------ |
| .25 ACP         | 6,375 (.251) | 15,62 (.615)    | 7,67 (.302) | 7,06 (.278) | N/A    | 7,06 (.278) | 23,11 (.910) |
| 6,5 mm Bergmann | 6,706 (.264) | -               | -           | -           | -      | -           | -            |
| 6,5 × 25mm      | 4,0 (.157)   | 29,7 mm (1,169) | -           | -           | -      | -           | -            |

## Cartucce da fucile

### .24 pollici (6,2 mm)
| Nome                                                                                     | Pallottola    | Lunghezza        | Collarino       | Base            | Spalla       | Colletto      | Totale           |
| ---------------------------------------------------------------------------------------- | ------------- | ---------------- | --------------- | --------------- | ------------ | ------------- | ---------------- |
| 6mm Lee Navy                                                                             | 6,2 (.236)    | 60 (2,35)        | 11,4 (.448)     | 11,5 (.443)     | 10,2 (.402)  | 7,1 (.278)    | 79 (3,11)        |
| .243 Winchester                                                                          | 6,1722 (.243) | 51,9404 (2,0449) | 12,0091 (.4728) | 11,9608 (.4709) | 13,82 (.544) | 7,0104 (.276) | 68,8289 (2,7098) |
| 6 mm Remington (.244 Remington)                                                          | 6,185 (.2435) | 56,72 (2,233)    | 11,99 (.472)    | 11,96 (.471)    | 10,89 (.429) | 7,01 (.276)   | 71,76 (2,825)    |
| .240 Apex .240 Magnum Rimless .240 Magnum Flanged H&H 240 Apex .240 Belted Nitro Express | 6,223 (.245)  | 63,25 (2,49)     | 11,86 (.467)    | 11,43 (.450)    | 10,24 (.403) | 6,96 (.274)   | 81,53 (3,21)     |
| 6 mm PPC                                                                                 | 6,172 (.243)  | 38,48 (1,515)    | 11,30 (.445)    | 11,20 (.441)    | 10,95 (.431) | 6,654 (.262)  | 53,34 (2,100)    |
| 6 mm BR Remington                                                                        | 6,1722 (.243) | -                | 12,0091 (.4728) | 10,3911 (.4091) | -            | 6,9596 (.274) | -                |
| 6 mm XC                                                                                  | 6,1722 (.243) | 48,2092 (1,898)  | 11,8872 (.468)  | 11,8364 (.466)  | -            | 6,8834 (.271) | 71,3232 (2,808)  |
| .243 WSSM                                                                                | 6,1722 (.243) | 42,42 (1,670)    | 13,59 (.535)    | 14,1 (.555)     | 13,82 (.544) | 7,39 (.291)   | 59,94 (2,360)    |
| .240 Weatherby Magnum                                                                    | 6,18 (.243)   | 63,40 (2,496)    | 12,00 (.472)    | 11,50 (.453)    | 10,40(.429)  | 6,90 (.272)   | 80,00 (3,10)     |
| .244 H&H Magnum                                                                          | 6,223 (.245)  | -                | -               | -               | -            | -             | -                |
| 6 mm SAW                                                                                 | 6,17 (.243)   | 45,01 (1,772)    | 10,36 (.408)    | 10,26           | 9,72         | 6,63          | 65,44 (2,576)    |

### .25 pollici (6,5 mm)
| Nome                  | Pallottola    | Lunghezza     | Collarino    | Base         | Spalla       | Colletto     | Totale        |
| --------------------- | ------------- | ------------- | ------------ | ------------ | ------------ | ------------ | ------------- |
| .25-20 Winchester     | 6,55 (.258)   | 33,78 (1,33)  | 10,36 (.408) | 8,86 (.349)  | 8,46 (.333)  | 6,96 (.274)  | 40,44 (1,592) |
| .25-35 Winchester     | 6,55 (.258)   | 51,89 (2,043) | 12,85 (.506) | 10,73 (.422) | 9,26 (.365)  | 7,15 (.282)  | 64,77 (2,55)  |
| .250-3000 Savage      | 6,553 (.258)  | 48,46 (1,912) | 12,01 (.473) | 11,91 (.469) | 10,51 (.414) | 7,26 (.286)  | 63,88 (2,515) |
| .257 Roberts          | 6,553 (.258)  | 56,72 (2,233) | 12,01 (.473) | 11,99 (.427) | 10,92 (.430) | 7,36 (.290)  | 70,49 (2,775) |
| .25-06 Remington      | 6,541 (.2575) | 63,35 (2,494) | 12,01 (.473) | 11,94 (.470) | 11,20 (.441) | 7,37 (.290)  | 82,55 (3,250) |
| .257 Weatherby Magnum | 6,5 (.257)    | 65,0 (2,560)  | 13,6 (.534)  | 13,1 (.514)  | 12,6 (.496)  | 7,3 (.288)   | n/a (n/a)     |
| .256 Win Magnum       | 6,528 (.257)  | 32,54 (1,281) | 11,18 (.440) | 9,677 (.381) | 9,347 (.368) | 6,528 (.257) | 40,39 (1,590) |

### .264 pollici (6,6 mm) in su
| Nome                             | Pallottola   | Lunghezza      | Collarino     | Base          | Spalla        | Colletto     | Totale         |
| -------------------------------- | ------------ | -------------- | ------------- | ------------- | ------------- | ------------ | -------------- |
| 6,5 × 50 mm SR Arisaka           | 6,705 (.264) | 50,39 (1,984)  | 11,84 (.466)  | 11,35 (.447)  | 10,59 (.417)  | 7,34 (.289)  | 75,69 (2,980)  |
| 6,5 × 53,5 mm R Dutch Mannlicher | 6,756 (.266) | 53,59 (2,110)  | 13,40 (.527)  | 11,48 (.453)  | 10,75 (.423)  | 7,55 (.297)  | 77,56 (3,053)  |
| 6,5 × 54 mm Mannlicher-Schönauer | 6,705 (.264) | 53,65 (2,112)  | 11,52 (.454)  | 11,47 (.452)  | 10,87 (.428)  | 7,56 (.288)  | 76,77 (3,022)  |
| 6,5 × 55 mm Krag 6,5x55 Swedish  | 6,7 (.264)   | 54,864 (2,16)  | 12,192 (.480) | 12,17 (.479)  | 10,688 (.420) | 7,468 (.294) | 80,010 (3,15)  |
| 6,5 × 58 mm Vergueiro            | 6,65 (.262)  | 57,85 (2,278)  | 11,78 (.464)  | 11,88 (.468)  | 10,94 (.431)  | 7,56 (.298)  | 81,50 (3,209)  |
| 6,5 × 68 mm                      | 6,70 (.264)  | 75,02 (2,956)  | 13,00 (.512)  | 13,30 (.524)  | 12,18 (.480)  | 7,60 (.299)  | 86,50 (3,408)  |
| 6,5-284                          | 6,70 (.264)  | 55,118 (2,170) | 12,014 (.473) | 12,725 (.501) | 12,065 (.475) | 7,544 (.297) | 81,991 (3,228) |
| .260 Remington                   | 6,70 (.264)  | 51,7 (2,035)   | 12,0 (.473)   | 11,9 (.470)   | 11,5 (.454)   | 7,5 (.297)   | 71 (2,8)       |
| 6,5 mm Creedmoor                 | 6,70 (.264)  | 48,8 (1,924)   | 12,01 (.473)  | 11,9 (.470)   | 11,7 (.459)   | 7,54 (.297)  | 71,6 (2,82)    |
| 6,5 × 47 mm Lapua                | 6,70 (.264)  | 47 (1,9)       | 12,01 (.473)  | 11,95 (.470)  | 11,53 (.454)  | 7,41 (.292)  | -              |
| 6,5 mm Grendel                   | 6,70 (.264)  | 38,7 (1,524)   | 11,2 (.441)   | 11,14 (.439)  | 10,87 (.428)  | 7,44 (.293)  | 57,5 (2,264)   |
| .264 Win Magnum                  | 6,70 (.264)  | 64 (2,5)       | 13,5 (.532)   | 13,1 (.515)   | 12,5 (.491)   | 7,6 (.299)   | 85 (3,34)      |
| 6,5 × 52 mm Mannlicher-Carcano   | 6,80 (.268)  | 52,50 (2,067)  | 11,42 (.450)  | 11,42 (.450)  | 10,85 (.427)  | 7,52 (.296)  | -              |